# Milena Rakvin-Mišlov
Milena Rakvin Mišlov (25. travnja 1955. – 16. rujna 1995.) je hrvatska književnica iz Kali. Pisala je pjesme.
Nazivali su je "pjesnikinjom zavičaja".
Autoricom je ode hrvatskom veslačkom klubu »Jadran« iz Zadra. U antologiji Suvremeno čakavsko pjesništvo zadarskoga kruga Božidara Finke objavljeno šest njezinih pjesama.

## Djela
Neke pjesme su joj pod naslovom Da se ne zaboravi objavljene u Zadarskoj smotri, a dio se našao u zbirci Naša velečasna maslina prireditelja Mladena Vukovića iz 2006. godine.
- Mene moja baba: pisme (1990. – 1992.), 1992.
- Mladosti tvoje miris: pjesme (1990. – 1993.), 1994.

## Priznanja
Ulica u Kalima danas nosi njeno ime.